# ジョナサン・リース＝マイヤーズ
ジョナサン・リース＝マイヤーズ（Jonathan Rhys-Meyers、1977年7月27日 - ）は、アイルランドの俳優。

## 来歴

### 生い立ち
ダブリンで生まれ、コークで育つ。出生時の名前はジョナサン・マイケル・フランシス・オキーフ（Jonathan Michael Francis O'Keeffe）。父のジョン・オキーフはミュージシャン。芸名のマイヤーズは母親の旧姓である。
重い心臓病を持って生まれ、産まれてから数か月病院で過ごした。幼い時に父親が弟2人を連れて家出。その後、母親はアルコールに溺れ、子育てを放棄し、兄と共に孤児院に引き取られた。16歳で学校を退学、万引きなどを繰り返すようになる。

### キャリア
プール・バーでたむろしていた時にエージェントに見出され、イギリス映画『草原とボタン』のオーディションを受けた。その役を得ることは出来なかったが、それ以降役者になることを志し、コマーシャルなどを経て1994年に『マン・オブ・ノー・インポータンス』で映画デビューした。
1996年の『マイケル・コリンズ』や1998年の『ベルベット・ゴールドマイン』で注目を集める。
2005年にはテレビ映画『ELVIS エルヴィス』でエルヴィス・プレスリーを演じ、ゴールデングローブ賞主演男優賞（ミニシリーズ部門）を受賞。2007年には『THE TUDORS〜背徳の王冠〜』でヘンリー8世を演じ、同賞にノミネートされた。

### モデル
美しい青い瞳の持ち主としても有名であり、2006年 - 2007年にヴェルサーチの広告モデルをつとめた。また、2005年からヒューゴ・ボスの香水のイメージモデルをつとめている。

### 私生活
本人が語っているが、役にのめりこむタイプで、撮影後も「演技中だけであるはずの恋愛感情」を引きずりやすいという。『ヴェルヴェット・ゴールドマイン』の時には、妻役だったトニ・コレットを好きになってしまって大変だった、と後で語っている。アーシア・アルジェント、レイチェル・リー・クック、エステラ・ウォーレンと過去に交際していた噂がある。最近は、『マッチポイント』で共演したスカーレット・ヨハンソンと短期間交際したという噂があったが、双方は否定している。
2005年5月、2007年4月、2009年2月とアルコール中毒の治療のために三度リハビリ施設に入所。2007年11月18日にダブリンの空港スタッフに酔っ払って絡み、警察に逮捕された。2010年5月には酒に酔っての粗暴なふるまいのため、ユナイテッド航空の航空機に搭乗することを終身拒否された 。2011年11月には、公共の場所での泥酔行為に対しフランスの法廷から罰金を科された。

## 主な出演作品

### 映画
| 公開年 | 邦題 原題                                                                           | 役名                                  | 備考                                                              |
| ------ | ----------------------------------------------------------------------------------- | ------------------------------------- | ----------------------------------------------------------------- |
| 1994   | マン・オブ・ノー・インポータンス A Man of No Importance                             |                                       |                                                                   |
| 1996   | キラークィーン舌を巻く女 Lengua asesina, La                                         | ルドルフ                              |                                                                   |
| 1996   | マイケル・コリンズ Michael Collins                                                  | 暗殺者                                |                                                                   |
| 1997   | ザ・メイカー The Maker                                                              | ジョシュ                              |                                                                   |
| 1997   | 17 セブンティーン Telling Lies in America                                           | ケヴィン・ボイル                      |                                                                   |
| 1998   | ベルベット・ゴールドマイン Velvet Goldmine                                          | ブライアン・スレイド                  |                                                                   |
| 1998   | 視姦 The Governess                                                                  | ヘンリー                              |                                                                   |
| 1998   | セクシュアル・イノセンス The Loss of Sexual Innocence                               | ニック                                |                                                                   |
| 1999   | シビル・ガン 楽園をください Ride with the Devil                                     | ピット                                |                                                                   |
| 1999   | タイタス Titus                                                                      | カイロン（タモーラの息子）            |                                                                   |
| 2001   | フラッシュバック Tangled                                                            | アラン                                |                                                                   |
| 2001   | 私は「うつ依存症」の女 Prozac Nation                                                | ノア                                  |                                                                   |
| 2002   | ベッカムに恋して Bend It Like Beckham                                               | ジョー                                |                                                                   |
| 2003   | テッセラクト The Tesseract                                                          | ショーン                              |                                                                   |
| 2003   | ミッシング・ハイウェイ Octane                                                       | 父親                                  |                                                                   |
| 2003   | ブラザー・ハート I'll Sleep When I'm Dead                                           | デイビー                              |                                                                   |
| 2003   | THE LION IN WINTER 冬のライオン The Lion in Winter                                  | フィリップ                            | テレビ映画                                                        |
| 2004   | 悪女 Vanity Fair                                                                    | ジョージ・オズボーン                  |                                                                   |
| 2004   | アレキサンダー Alexander                                                            | カッサンドロス                        |                                                                   |
| 2005   | マッチポイント Match Point                                                          | クリス・ウィルトン                    |                                                                   |
| 2005   | ELVIS エルヴィス Elvis                                                              | エルヴィス・プレスリー                | テレビ映画 ゴールデングローブ賞主演男優賞（ミニシリーズ部門）受賞 |
| 2006   | M:i:III Mission: Impossible III                                                     | デクラン・ゴームリー                  |                                                                   |
| 2007   | 奇跡のシンフォニー August Rush                                                      | ルイス・コネリー                      |                                                                   |
| 2008   | チルドレン・オブ・ホァンシー 遥かなる希望の道 The Children ob Huang Shi, 黄石的孩子 | ジョージ・ホッグ                      |                                                                   |
| 2010   | シェルター Shelter                                                                  | デヴィッド                            |                                                                   |
| 2010   | パリより愛をこめて from paris with love                                             | ジェームズ・リース                    |                                                                   |
| 2011   | アルバート氏の人生 Albert Nobbs                                                     | ヤレル子爵                            |                                                                   |
| 2013   | シャドウハンター The Mortal Instruments: City of Bones                              | ヴァレンティン・モーゲンスターン      |                                                                   |
| 2015   | ストーンウォール Stonewall                                                          | トレバー                              |                                                                   |
| 2017   | シャドウ・エフェクト The Shadow Effect                                              | リーズ                                |                                                                   |
| 2017   | ブラック・バタフライ Black Butterfly                                                | ジャック                              |                                                                   |
| 2017   | ホーリー・ランズ Holy Lands                                                         | デイヴィッド                          |                                                                   |
| 2017   | スパイ・ミッション シリアの陰謀 Damascus Cover                                      | アリ・ベン＝シオン / ハンス・ホフマン |                                                                   |
| 2017   | ザ・ハント ナチスに狙われた男 The 12th Man                                          | クルト・シュターゲ                    |                                                                   |
| 2018   | The Aspern Papers                                                                   | Morton Vint                           |                                                                   |
| 2019   | Awake                                                                               | John Doe                              |                                                                   |
| 2021   | バイオレンス・ナイト American Night                                                 | John Kaplan                           |                                                                   |
| TBA    | The Survivalist                                                                     | Ben                                   | ポストプロダクション                                              |

### テレビシリーズ
| 放映年    | 邦題 原題                             | 役名                        | 備考                    |
| --------- | ------------------------------------- | --------------------------- | ----------------------- |
| 2000      | ゴーメンガースト Gormenghast          | スティアパイク              | ミニシリーズ、計4話出演 |
| 2007-2010 | THE TUDORS〜背徳の王冠〜 The Tudors   | ヘンリー8世                 | 計38話出演              |
| 2013-2014 | Dracula                               | Dracula / Alexander Grayson | 計10話出演              |
| 2016      | ROOTS/ルーツ Roots                    | トム・リー                  | ミニシリーズ、計3話出演 |
| 2017-2018 | ヴァイキング 〜海の覇者たち〜 Vikings | ヘフマンド                  | 計16話出演              |